# Becut eurasiàtic

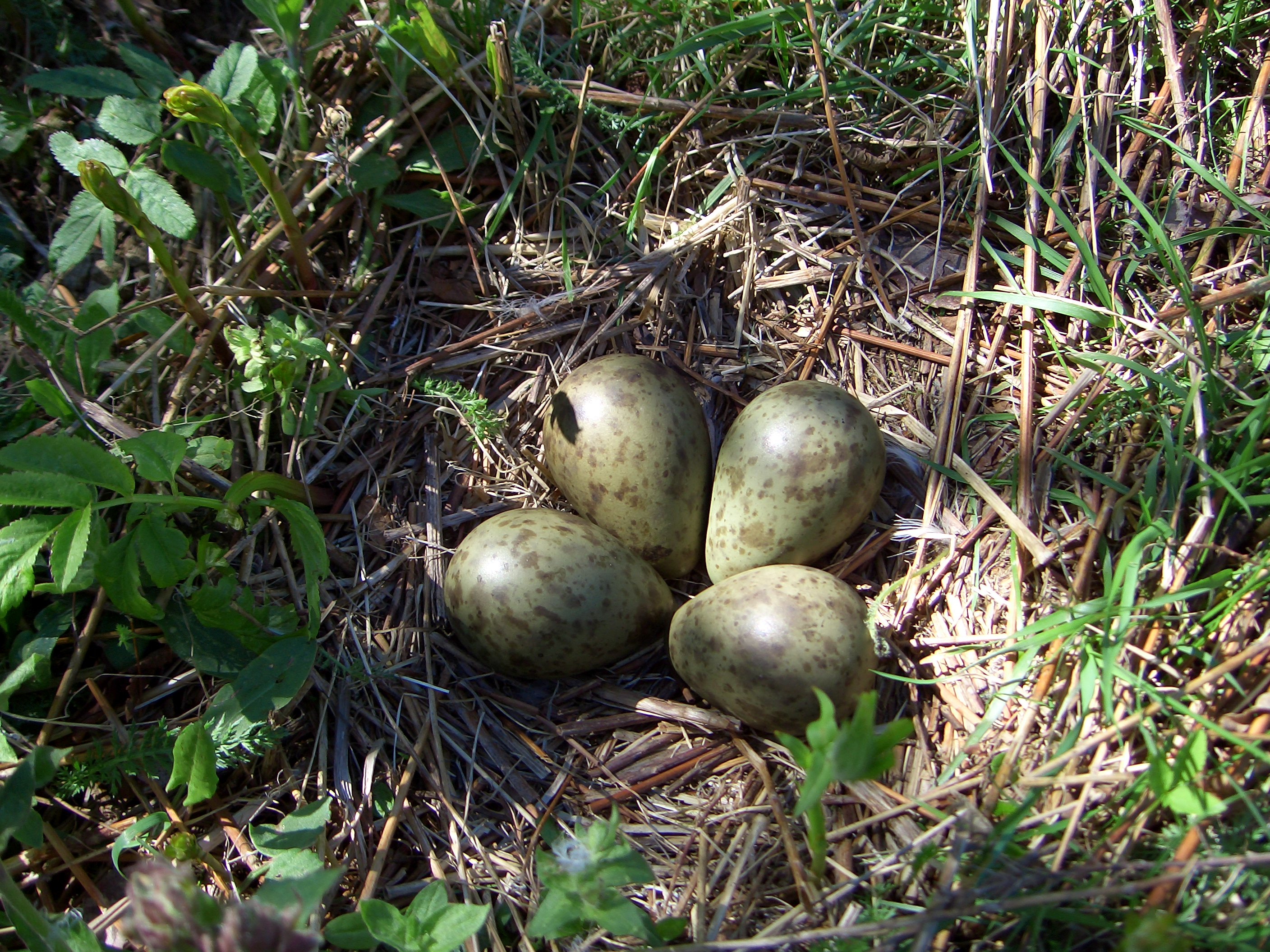
Niu de becut fotografiat a Finlàndia.

El becut eurasiàtic (Numenius arquata), també anomenat senzillament  becut i xarlot, és un ocell limícola inconfusible perquè presenta un bec llarguíssim i corbat.

## Morfologia
- Fa 55 cm de llargària.
- Presenta el plomatge grisós o terrós molt vionat.
- El carpó molt visible en vol, és blanc, igual que el ventre.
- Les potes són molt llargues i li permeten menjar en aigües més profundes que els altres limícoles.

## Subespècies
- Numenius arquata arquata
- Numenius arquata orientalis
- Numenius arquata suschkini

## Costums
Freqüenta les zones humides, sobretot del litoral, durant la migració.
Tot i que no és un ocell abundant, pot ésser observat en solitari o en petits grups durant l'hivern als Aiguamolls de l'Empordà, als deltes del Llobregat i, sobretot, de l'Ebre, i a les zones humides del Baix Vinalopó. A la resta dels Països Catalans és molt escàs. Alguns exemplars no reproductors hi poden romandre durant l'estiu, però són poc nombrosos.